# 程琳 (北宋)
程琳（988年—1056年），字天球，永宁军博野县（今河北省蠡县）人，宋朝官员。宋仁宗年间为参知政事。
宋真宗大中祥符四年（1011年）举服勤辞学科，补泰宁军（今山东省济宁市兖州区）节度推官，改任秘书省著作佐郎。历任知寿阳县、监左藏库。天禧年间，召试，直集贤院。
宋仁宗即位，转任太常博士、三司户部判官；预修《真宗实录》，转任祠部员外郎、提举在京诸司库务；以本官知制诰、同判吏部流内铨、右谏议大夫权御史中丞。是年饥荒，奏请停止土木营造，免除受灾州县租赋。当时，刘太后听政，程琳献《武后临朝图》。转任枢密直学士，知益州（今四川省成都市）。回京担任给事中、知开封府。长于政事，断狱听讼不避权贵。后又转任三司使，能尽职守，“禁中有所取，辄奏罢之”。改任吏部侍郎。
景祐四年（1037年），程琳担任参知政事，参预机务。西夏李元昊称帝，遣使来朝，廷臣多请诛杀，程琳以为不可杀。宝元二年（1039年）后因事黜为光禄卿知颍州。后来改为户部侍郎、吏部侍郎，知天雄军（今河北省大名县）。以尚书左丞、资政殿学士、工部尚书，为河北安抚使。庆历年间，担任陕西安抚使兼知永兴军。以宣徽北院使判延州。元昊死后，其子李谅祚立，三大将分治，有人建议可以用节度使引诱，加以分化，程琳仍以为不可。皇祐元年（1049年）加平章事复判大名府，兼北京留守。在河北前后十年，加强防御契丹、善待百姓，但是为人贪婪。嘉祐元年（1056年）去世，赠中书令，谥号文简。

## 延伸阅读
[在维基数据编辑]
 《宋史·卷288》，出自脱脱《宋史》